# Grand Prix moto d'Ulster 1950
Le Grand Prix moto d'Ulster 1950 est la cinquième manche du Championnat du monde de vitesse moto 1950. La compétition s'est déroulée le 18 au 19 août 1950 sur le Circuit de Clady dans le Comté d'Antrim (Irlande). C'est la 22e édition du Grand Prix moto d'Ulster et la 2e édition comptant pour le championnat du monde.

## Résultats des 500 cm³
| Pos  | Pilote              | Moto        | Temps/Écart       | Points |
| ---- | ------------------- | ----------- | ----------------- | ------ |
| 1    | Geoff Duke          | Norton      | 2 h 29 min 15 s 0 | 8      |
| 2    | Leslie Graham       | AJS         | +57 s 3           | 6      |
| 3    | Johnny Lockett      | Norton      | +1 min 39 s 3     | 4      |
| 4    | Dickie Dale         | Norton      | +3 min 55 s 0     | 3      |
| 5    | Jock West (en)      | AJS         | +9 min 31 s 0     | 2      |
| 6    | Umberto Masetti     | Gilera      | +13 min 25 s 0    | 1      |
| 7    | Nello Pagani        | Gilera      | +13 min 34 s 0    |        |
| 8    | Philip Heath        | Norton      | +1 tour           |        |
| 9    | Harry T. Turner     | Norton      | +1 tour           |        |
| 10   | Ernie Barrett       | Norton      | +1 tour           |        |
| 11   | Jim Kentish         | Norton      | +2 tours          |        |
| 12   | Freddy Fairbairn    | Vincent HRD | +2 tours          |        |
| 13   | Ernest Braine       | Norton      | +2 tours          |        |
| Abd. | Edward Frend        | AJS         | Abandon           |        |
| Abd. | Thomas Byrne        | Triumph     | Abandon           |        |
| Abd. | Arthur Wheeler      | Norton      | Abandon           |        |
| Abd. | Harry Hinton        | Norton      | Abandon           |        |
| Abd. | Wilmot Evans        | Bitza       | Abandon           |        |
| Abd. | Gerard Carter       | Norton      | Abandon           |        |
| Abd. | Carlo Bandirola     | Gilera      | Abandon           |        |
| Abd. | Charlie Salt        | Velocette   | Abandon           |        |
| Abd. | Herbert Meyers      | Norton      | Abandon           |        |
| Abd. | Jack Harding        | Norton      | Abandon           |        |
| Abd. | George Morrison     | Norton      | Abandon           |        |
| Abd. | Sidney Lawton       | Rudge       | Abandon           |        |
| Abd. | Lennart Fenning     | Norton      | Abandon           |        |
| Abd. | Harold Daniell (en) | Norton      | Abandon           |        |
| Abd. | Albert Moule        | Norton      | Abandon           |        |

## Résultats des 350 cm³
| Pos | Pilote              | Moto      | Tours | Temps             | Points |
| --- | ------------------- | --------- | ----- | ----------------- | ------ |
| 1   | Bob Foster          | Velocette | 14    | 2 h 20 min 55 s 6 | 8      |
| 2   | Reg Armstrong       | Velocette | 14    | +12 s 4           | 6      |
| 3   | Harry Hinton        | Norton    | 14    | +1 min 15 s 4     | 4      |
| 4   | Eric McPherson      | AJS       | 14    | +2 min 00 s 8     | 3      |
| 5   | Cecil Sandford      | AJS       | 14    | +3 min 23 s 4     | 2      |
| 6   | Harold Daniell (en) | Norton    | 14    | +3 min 24 s 4     | 1      |
| 7   | Louis Carter        | Gilera    | 15    | +5 min 58 s 4     |        |
| 8   | Charlie Gray        | AJS       | 15    | +7 min 20 s 0     |        |
| 9   | Les Dear            | AJS       |       |                   |        |
| 10  | Arthur Wheeler      | Velocette |       |                   |        |
| 11  | A. J. Glazebrook    | AJS       |       |                   |        |
| 12  | A. W. McGaffin      | AJS       |       |                   |        |
| 13  | G. H. Morgan        | Velocette |       |                   |        |
| 14  | J. S. Slater        | AJS       |       |                   |        |
| 15  | E. R. Evans         | BSA       |       |                   |        |
| 16  | S. Anderton         | AJS       |       |                   |        |
| 17  | John Simister       | AJS       |       |                   |        |
| 18  | M. Klein            | AJS       |       |                   |        |
| 19  | R. Macdonald        | AJS       |       |                   |        |
| 20  | E. V. C. Hardy      | Norton    |       |                   |        |
| 21  | Dennis Lashmar      | Velocette |       |                   |        |
| 22  | Bob Browne          | AJS       |       |                   |        |
| 23  | C. B. Carr          | Velocette |       |                   |        |
| 24  | R. D. McConnell     | AJS       |       |                   |        |
| 25  | S. Towers           | AJS       |       |                   |        |
| 26  | W. J. Spratt        | Norton    |       |                   |        |
| 27  | G. Brockerton       | Norton    |       |                   |        |
| 28  | W. G. Job           | AJS       |       |                   |        |
| 29  | S. B. Gifford       | Velocette |       |                   |        |

## Résultats des 250 cm³
| Pos  | Pilote           | Moto       | Tours | Temps           | Points |
| ---- | ---------------- | ---------- | ----- | --------------- | ------ |
| 1    | Maurice Cann     | Moto Guzzi | 12    | 2 h 23 min 41 s | 8      |
| 2    | Dario Ambrosini  | Benelli    | 12    | +8 min 22 s     | 6      |
| 3    | Wilf Billington  | Moto Guzzi | 12    | +9 min 25 s     | 4      |
| 4    | Arthur Burton    | Excelsior  | 12    | +11 min 34 s    | 3      |
| 5    | G. Andrews       | Excelsior  |       |                 | 2      |
| 6    | William Campbell | Excelsior  |       |                 | 1      |
| 7    | Chris Tattersall | CTS        |       |                 |        |
| 8    | Norman Webb      | Excelsior  |       |                 |        |
| 9    | Frank Cope       | AJS        |       |                 |        |
| Abd. | ...              | ...        |       | Abandon         |        |

## Résultats des 125 cm³
| Pos | Pilote        | Moto       | Tours | Temps           | Points |
| --- | ------------- | ---------- | ----- | --------------- | ------ |
| 1   | Carlo Ubbiali | FB Mondial | 11    | 2 h 07 min 53 s | 8      |
| 2   | Bruno Ruffo   | FB Mondial | 11    | +1 min 05 s     | 6      |